# Újhegy (Ausztria)
Újhegy (németül: Neuberg im Burgenland, horvátul: Nova Gora) község Ausztriában Burgenland  tartományban a Németújvári járásban.

## Fekvése
Németújvártól 15 km-re északnyugatra fekszik.

## Története
A települést a horvát betelepülők második nagy hulláma alapította, akik az 1532-es török hadjárat pusztításai után érkeztek a nyugat-magyarországi területekre. Első írásos említése 1576-ban a németújvári uradalom adóösszeírásában történt "Nowaghora" alakban. Eszerint ekkor 67 hűbéres jobbágy, összesen 350 lakos  élt a településen, mind horvátok. Lakói robottal és természetbeni adózással tartoztak szolgálni a németújvári uradalomnak és urának a Batthyány családnak. 1670-ben Batthyány Kristóf 4000 aranyért zálogba adta Kisfaludy Katalinnak és az ő révén a Lengyel család 72 évig volt a falu birtokosa, mígnem 1742-ben gróf  Batthyány Lajos 5000 rajnai aranyért újra vissza nem váltotta. A települések abban az időben a falusi bírók irányítása alatt állottak, akiknek szerepét ma a polgármesterek töltik be. A plébániai iratokból kiderül, hogy 1832-ben építették a település első iskoláját. Első tanítója a szenteleki Svetics Ferenc volt, aki több mint száz gyereket tanított horvát nyelven.
Fényes Elek szerint " Ujhegy, (Neuberg), horvát falu, Vas vmegyében, a német-ujvári uradalomban, hegyes, sovány vidéken: 700 kathol. lak., kőbányával, szép erdővel."
Vas vármegye monográfiája szerint " Ujhegy, nagy falu, 203 házzal és 1164 horvát- és németajkú lakossal. Vallásuk r. kath. és ág. ev. Postája Puszta-Szent-Mihály, távírója Német-Ujvár."
A 20. század elején számos helybeli vándorolt ki Amerikába, különösen az 1905-ös esztendőben. 1939-ig összesen 462 újhegyi lakos vándorolt ki az Egyesült Államokba és Kanadába. 1910-ben 1237 lakosából 969 horvát, 257 német, 10 magyar. Az első világháborúban 36 helyi férfi lakos esett el. A trianoni békeszerződésig Vas vármegye Németújvári járásához tartozott. 1921-ben Ausztria Burgenland tartományának része lett. 1938-ban az Anschluss után Újhegyet is Stájerországhoz, a fürstenfeldi kerülethez csatolták. 1945 elején érte az első bombatámadás a települést. Az amerikai légierő gépei mintegy 60 bombát dobtak le ide, de emberéletben szerencsére nem esett kár. A németek április 11-én kiürítették a települést, ahova egy nappal később bevonultak az orosz csapatok. A harcokban öt német és egy orosz katona esett el, akik a temetőben vannak eltemetve. A helyi horvát lakosság jól megérttette magát a  szintén szláv nyelvet beszélő oroszokkal és hamar barátságot kötött velük.  Az oroszok 1946-ig maradtak a községben. A második világháborúban összesen 350 helyi férfi vett részt a Wehrmacht kötelékében, közülük 51-en elestek, 23-an eltűntek.
A háború után megkezdődött az újjáépítés. Előbb egy provizórikus választmány vezette a falut Stefan Dobrovics plébános vezetésével, majd Josef Kulovitsot választották polgármesterré, aki 1948-ig irányította a települést. 1950-ben a házakba bevezették az elektromos áramot, majd 1952-ben megkezdődött a vízvezeték kiépítése. A hálózat 1957-re készült el teljesen. 1961-ben elkészült az új községháza. 1963-ban a közvilágítás kiépítése történt meg, 1968-ban új iskola épült. 1972-ben megindult a csatornahálózat kiépítése.
2001-ben 1072 lakosból 657 német, 406 horvát, 3 magyar, 6 egyéb nemzetiségű volt.

## Nevezetességei
- Keresztelő Szent János tiszteletére szentelt plébániatemploma 1742-ben még kápolnának épült. A mai istenházát 1888-ben építették fel.
- 1995-ben Szent Hubertusz, a vadászok védőszentje tiszteletére építettek kápolnát a településen.
- Szent Flórián képe látható a tűzoltószerház épületén.
- Világháborús emlékmű.

## Külső hivatkozások
- Hivatalos oldal (németül)
- Újhegy a dél-burgenlandi települések honlapján (németül)
- Újhegy az Osztrák Statisztikai Hivatal honlapján (németül)
- Geomix.at Archiválva 2011. január 28-i dátummal a Wayback Machine-ben (németül)